# R. c. O'Connor
R c O'Connorest un arrêt de principe de la Cour suprême du Canada sur la divulgation des dossiers médicaux. O'Connor a été accusé et inculpé de viol et d'attentat à la pudeur sur quatre femmes. La Cour a statué que les dossiers médicaux et de consultation d'un plaignant dans une affaire d'agression sexuelle qui sont détenus par un tiers peuvent être divulgués sur ordonnance du juge s'ils satisfont à deux exigences.
Premièrement, le demandeur doit établir, sans les voir, que les documents sont susceptibles d'être pertinents pour l'affaire. Deuxièmement, le juge doit examiner les dossiers et décider s'il doit les divulguer en équilibrant le droit de présenter une défense pleine et entière et le droit à la vie privée.
Le M. O'Connor impliqué dans l'affaire était Hubert Patrick O'Connor, un évêque catholique de la Colombie-Britannique qui a été reconnu coupable de crimes sexuels en 1991. 